# Chiesa di San Giorgio (Livorno)

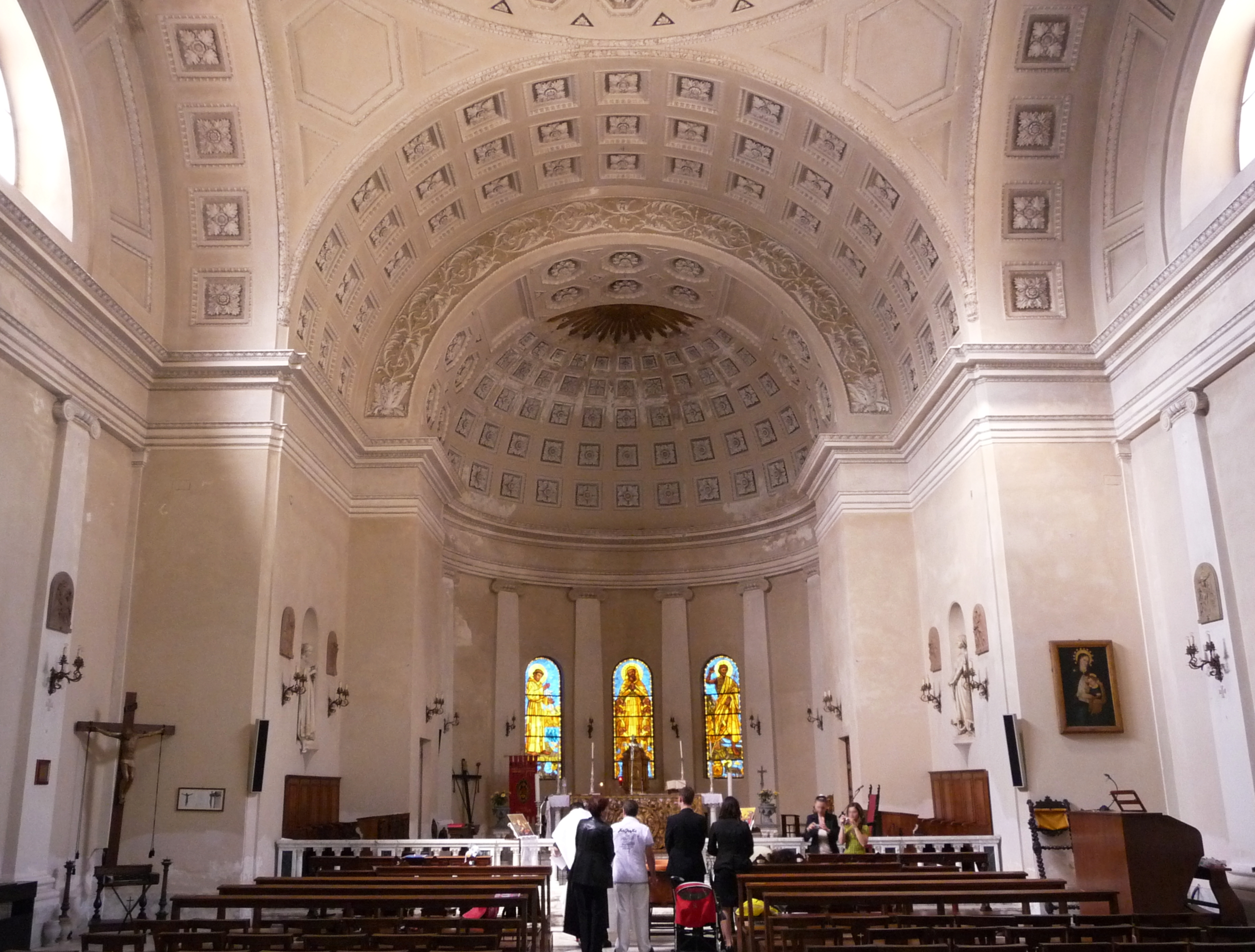
Interno

La chiesa di San Giorgio è un luogo di culto, attualmente in uso alla Chiesa ortodossa rumena, ubicata nell'area del cimitero degli inglesi di via Verdi, a Livorno.
In origine questa chiesa era destinata al culto della comunità anglicana, da sempre molto numerosa nella città labronica, come testimoniato dalla presenza di uno dei più antichi cimiteri acattolici d'Italia ancora esistente nel cancello antistante la chiesa.

## Storia
L'origine della presenza inglese a Livorno può essere fatta risalire già al XVII secolo, quando, dopo l'ampliamento del porto su progetto dell'anglosassone sir Robert Dudley, la marina inglese fece di Livorno la sua base per il pattugliamento delle rotte del Mediterraneo.
Non senza difficoltà, legate all'opposizione del clero cattolico, nel Settecento fu concesso al console inglese il permesso di avere in casa un ecclesiastico anglicano; tra il 1816 e il 1836 ebbero in uso l'ex cappella dei Gesuiti, in Venezia Nuova, ma la costruzione di un tempio vero e proprio fu avviata solo nel 1839, secondo il disegno dell'architetto Angiolo della Valle.
La chiesa, dedicata appunto al santo protettore dell'Inghilterra, fu completata nel 1844.
Danneggiata dai bombardamenti della seconda guerra mondiale, passò alla Confraternita della Misericordia che, dopo la perdita della chiesa di Santa Barbara, la restaurò e la consacrò al culto cattolico nel 1956.
Attualmente è concessa in uso dalla Misericordia alla Chiesa ortodossa rumena.

## Descrizione
La chiesa di San Giorgio è un elegante edificio neoclassico, caratterizzato da un pronao composto da quattro colonne d'ordine ionico, sul quale è impostata la semplice trabeazione col frontone. L'edificio si eleva su un alto basamento in pietra che lo separa dal piano stradale.
Un piccolo campanile sul lato meridionale è provvisto di tre campane dedicate a santa Barbara, al santissimo crocifisso, e a san Francesco.
L'interno, dotato di un'ottima acustica, è costituito da un'aula centrale sormontata da una calotta e decorata con bassorilievi a stucco e da lesene di stile ionico.
Corrado Michelozzi eseguì il dipinto di San Giorgio, mentre le vetrate dipinte dell'abside furono realizzate da Mino Rosi in sostituzione di quelle antiche eseguite ad Edimburgo e distrutte durante la guerra. Sulle tre vetrate, soffiate a Monaco di Baviera, sono rappresentati la Madonna della Misericordia, san Giovanni Battista e san Francesco.
Appena varcato l'ingresso si notano a destra ed a sinistra due dipinti ad olio rappresentanti la Madonna della Misericordia e Santa Barbara compatrona dell'associazione.
Il dipinto della Madonna con ai piedi i santi Francesco e Tobia è opera del Passignano e dono della granduchessa Cristina di Lorena alla Misericordia tra il 1601 e il 1606. Il quadro era posto sull'altare maggiore nell'antica chiesa dell'arciconfraternita in via Grande, prima delle distruzioni belliche. Il quadro è ricordato anche dal Targioni-Tozzetti nel suo Viaggio in Toscana: "Nella Compagnia della MIsericordia vi è una tavola dell'Altar Maggiore, con dentro una Madonna che apre il manto, sotto il quale, in fondo al piedistallo ove posa la Vergine, sono a man diritta San Tobia, alla sinistra San Francesco, e una figura di femmina che abbraccia un bambino nudo, che può esser sia ritratto della stessa moglie del Passignano, del quale è opera un Crocifisso dentro la sagrestia di detta Chiesa".
Il dipinto che raffigura Santa Barbara è opera del livornese Corrado Michelozzi e rappresenta la santa con lo sfondo della Fortezza Vecchia, divenua compatrona della Misericordia livornese dopo il 1786 quando fu acquisita dalla Compagnia dei Bombardieri la chiesa di Santa Barbara di via Grande che divenne la nuova sede.
Sulle pareti laterali, sopra i due altari minori, vi sono due grandi bassorilievi in stucco opera di Giulio Guiggi come i vari bozzetti della Via Crucis. Il bassorilievo di destra rappresenta le opere della Misericordia, quello di sinistra il lavoro dell'uomo.
Agli angoli sono posti il grande e antico Crocifisso dei Giustiziati, opera tardo manieristica, con la quale, velato, si accompagnavano in processione i condannati, e il dipinto della Madonna della Fontanella, antica icona della Compagnia che originariamente era posta in un tabernacolo angolare sopra una fonte pubblica in via San Francesco della scuola di Cosimo Rosselli.
Nelle lunette laterali sono poste le belle statue marmoree delle quattro Virtù Cardinali, opera di Raffaello Romanelli, provenienti dalla dismessa cappella Bastogi del cimitero della Misericordia.
Sotto la mensa dell'altare maggiore è stato collocato l'antico paliotto in legno intagliato e dorato e all'altare maggiore è posto un antico tabernacolo del XVIII secolo in legno dorato con l'emblema della Venerabile Arciconfraternita della Misericordia di Livorno.